# Osinachi Ohale
Osinachi Ohale, née le 21 décembre 1991 à Owerri, est une footballeuse internationale nigériane évoluant au poste de défenseure au CF Pachuca.

## Biographie

### En club
De 2008 à 2009, Ohale joue au sein des Rivers Angels, dans la plus haute ligue de football féminin du Nigeria. En 2010, passe au club en tête du championnat nigérian, le Delta Queens Football Club, avec lequel elle remporte ce championnat nigérian les années suivantes, en 2011 et 2012. Elle retourne dans ce club des Queens après un essai infructueux avec l'équipe russe de première division WFC Rossiyanka en 2013. Pour la saison 2014, Ohale déménage aux États-Unis, ayant la possibilité de jouer dans le championnat des États-Unis féminin de soccer, sollicité par un club nouveau venu dans cette compétition, le Dash de Houston. Elle y a fait ses débuts le 12 avril  lors de son premier match de la saison contre le Thorns FC de Portland, puis marque son premier but pour Houston le 26 mai contre le Spirit de Washington. Après cette saison, Ohale est rendu disponible par le Dash et retourne aux Rivers Angels, sur deux saisons de 2015 à 2017. Elle joue avec un club suédois, le Vittsjö GIK, la saison 2017-2018. Elle est envisagée ensuite dans un autre club suédois, le Växjö DFF. Elle rejoint finalement, le 11 septembre 2019, le CD Tacón, un club de football féminin espagnol basé à Madrid et intégré depuis peu au Real Madrid Club de Fútbol.
En 2020, Ohale rejoint l'AS Rome.
Le 22 janvier 2021, en manque de temps de jeu à Rome, Ohale signe au Madrid CFF pour le reste de la saison. Elle joue ensuite de 2021 à 2023 au  Deportivo Alavés.
Elle devient en août 2023 une joueuse du club mexicain du CF Pachuca.

### En équipe nationale
Avec l'équipe du Nigeria, elle remporte notamment le championnat d'Afrique en 2010, 2014, puis la Coupe d'Afrique des nations féminine de football 2016 et 2018. 
Elle participe également aux Coupes du monde 2011 et 2015 organisée au Canada, puis à la Coupe du monde féminine de football 2019, en France. Lors du premier match de cette phase finale de Coupe du monde, le 8 juin 2019, à Reims, elle marque contre son camp à la suite d'une percée et d'un tir de la Norvégienne Isabell Herlovsen.

## Palmarès
- Participation à la Coupe du monde des moins de 20 ans en 2010 avec l'équipe du Nigeria des moins de 20 ans.
- Vainqueure de la Coupe d'Afrique des nations féminine (5) en 2010, 2014, 2016 et 2018  et 2024 avec l'équipe du Nigeria.
- Championne du Nigeria (2) en 2011 et 2012 avec les Delta Queens
- Vainqueure de la Coupe du Nigeria (2) en 2016 et 2017 avec les Rivers Angels